# Cratichneumon pygmaeus
Cratichneumon pygmaeus är en stekelart som först beskrevs av Heinrich Habermehl 1925.
Cratichneumon pygmaeus ingår i släktet Cratichneumon och familjen brokparasitsteklar. Inga underarter finns listade i Catalogue of Life.